# Viddalba
Viddalba är en ort och kommun i provinsen Sassari i regionen Sardinien i Italien. Kommunen hade 1 687 invånare (2017).